# Емілі Фер
Емілі Фер  (фр. Emilie Fer, 17 лютого 1983) — французька веслувальниця, олімпійська чемпіонка.

## Виступи на Олімпіадах
| Олімпіада   | Дисципліна                | Місце |
| ----------- | ------------------------- | ----- |
| Пекін 2008  | байдарки-одиночки, слалом | 7     |
| Лондон 2012 | байдарки-одиночки, слалом | 1     |

## Зовнішні посилання
- Досьє на sport.references.com [Архівовано 14 серпня 2012 у Wayback Machine.]